# Dióxido de carbono atmosférico

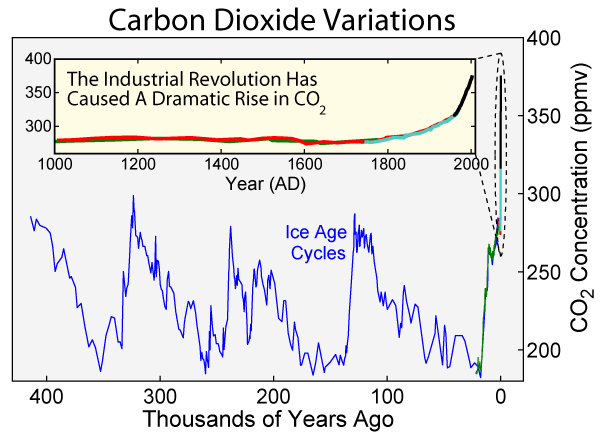
Concentraciones de CO_{2} durante los últimos 400 000 años. La Revolución Industrial ha causado un gran aumento de CO2.

El dióxido de carbono (CO2) es un gas traza importante en la atmósfera de la Tierra que actualmente constituye aproximadamente el 0,04 % (400 partes por millón) de la atmósfera. A pesar de su concentración relativamente pequeña, el CO2 es un potente gas de efecto invernadero cuya función vital es regular la temperatura de superficie de la Tierra mediante su forzamiento radiativo y el efecto invernadero. Las reconstrucciones muestran que las concentraciones de CO2 en la atmósfera han cambiado, variando desde tan alto como 7000 partes por millón (ppm) durante el periodo cámbrico hace aproximadamente 500 millones de años a tan abajo como 180 ppm durante la glaciación cuaternaria de los últimos dos millones de años.
El dióxido de carbono es una parte integral del ciclo de carbono, un ciclo biogeoquímico donde el carbono se intercambia entre los océanos, el suelo, las rocas y la biosfera de la Tierra. La biosfera presente de la Tierra depende del CO2 atmosférico para su existencia. Las plantas y otros fotoautótrofos usan la energía solar para sintetizar carbohidratos a partir del dióxido de carbono atmosférico y el agua mediante la fotosíntesis. Los carbohidratos derivados del consumo de plantas como alimento es la fuente primaria de energía y compuestos de carbono de casi todos los otros organismos.
El episodio actual de calentamiento global se atribuye a las emisiones crecientes de CO2 y otros gases de efecto invernadero a la atmósfera de la Tierra, por la quema de combustibles fósiles y la deforestación provocada por la humanidad.  La concentración media anual global de CO2 en la atmósfera ha aumentado en más de 40 % desde el inicio de la Revolución Industrial, de 280 ppm a mitad del siglo XVIII a 402 ppm a inicios de 2016. La concentración actual es la más alta en al menos los últimos 800 000 años o 14 millones de años. Y probablemente la mayor desde hace 20 millones de años. El aumento ha sido causado por fuentes antrópicas, particularmente la quema de combustibles fósiles y la deforestación. La concentración media diaria de CO2 atmosférico en Mauna Loa superó por primera vez las 400 ppm el 10 de mayo de 2013. Actualmente está aumentando a razón de aproximadamente 2 ppm/año y se está acelerando. Se estima que el 30-40 % del CO2 emitido por los humanos a la atmósfera se disuelve en los océanos, ríos y lagos, lo que contribuye a la acidificación del océano.

## Concentración actual
Durante los últimos 400 000 años, las concentraciones de CO2 han mostrado varios ciclos de oscilación desde aproximadamente 180 ppm durante las grandes glaciaciones del Holoceno y el Pleistoceno a 280 ppm durante los periodos interglaciares. Cada parte por millón por volumen representa aproximadamente 2,13 mil millones de toneladas de carbono en la atmósfera en su conjunto.
Luego del inicio de la Revolución Industrial, la concentración de CO2 atmosférico ha aumentado a 400 ppm y continúa creciendo, lo que causa el fenómeno del calentamiento global.
La concentración media global de CO2 en la atmósfera de la Tierra actualmente es aproximadamente 0,04 % o 400 partes por millón por volumen (ppm). Hay una fluctuación anual de aproximadamente 3-9 ppm que se correlaciona negativamente con la temporada de crecimiento del hemisferio norte. El hemisferio norte domina el ciclo anual de concentración de CO2 porque tiene mucha más área de suelo y biomasa de plantas que el hemisferio sur. Las concentraciones alcanzan un máximo en mayo ya que empieza el enverdecimiento primaveral del hemisferio norte y declina a un mínimo en octubre, cerca del fin de la temporada de crecimiento.
Debido a que calentamiento global se atribuye a las concentraciones atmosféricas crecientes de gases de efecto invernadero como el CO2, los científicos miden cuidadosamente las concentraciones de CO2 atmosférico y su impacto en la biosfera actual. En la estación científica de registro en Mauna Loa la concentración alcanzó las 400 ppm por primera vez en mayo de 2013, aunque esta concentración ya se había alcanzado en el Ártico en junio de 2012. National Geographic escribió que la concentración del dióxido de carbono en la atmósfera es así de alta "por primera vez en 55 años de mediciones y probablemente en más de 3 millones de años de historia de la Tierra". La concentración actual puede ser la más alta en los últimos 20 millones de años.